# 3e cérémonie des Critics' Choice Movie Awards
La 3e cérémonie des Critics' Choice Movie Awards, décernés par la Broadcast Film Critics Association, a eu lieu le 20 janvier 1998, et a récompensé les films sortis en 1997.

## Palmarès

### Meilleur film
- L.A. Confidential
  - Amistad
  - The Full Monty - Le Grand Jeu (The Full Monty)

### Meilleur acteur
- Jack Nicholson pour le rôle de Melvin Udall dans Pour le pire et pour le meilleur

### Meilleure actrice
- Helena Bonham Carter pour le rôle de Kate Croy dans Les Ailes de la colombe

### Meilleur acteur dans un second rôle
- Anthony Hopkins pour le rôle de John Quincy Adams dans Amistad

### Meilleure actrice dans un second rôle
- Joan Cusack pour le rôle d'Emily Montgomery dans In and Out

### Meilleure performance d'enfant
- Jurnee Smollett pour le rôle d'Eve Batiste dans Le Secret de Bayou

### Meilleur réalisateur
- James Cameron - Titanic

### Meilleur scénario original
- Matt Damon et Ben Affleck - Will Hunting

### Meilleur scénario adapté
- Curtis Hanson et Brian Helgeland - L.A. Confidential

### Meilleur film étranger
- Shall We Dance?  (Shall we dansu?) •   Japon

### Meilleur documentaire
- Four Little Girls

### Meilleur film de famille
- Anastasia

### Meilleur téléfilm
- Don King: Only In America

### Découverte de l'année
- Matt Damon - Will Hunting

### Life Achievement Award
- Robert Wise

## Récompenses et nominations multiples

### Nominations multiples
Films
2 : L.A. Confidential

### Récompenses multiples
Films
2/2 : L.A. Confidential